# Xiphidiopsis lata
Xiphidiopsis lata är en insektsart som beskrevs av Bei-bienko 1962. Xiphidiopsis lata ingår i släktet Xiphidiopsis och familjen vårtbitare. Inga underarter finns listade i Catalogue of Life.